# Bakonykúti
Bakonykúti (vyslovováno [bakoňkúti]) je malá vesnice v Maďarsku v župě Fejér, spadající pod okres Székesfehérvár. Nachází se asi 11 km jihozápadně od Bodajku a 16 km severozápadně od Székesfehérváru. V roce 2015 zde žilo 131 obyvatel. Dle údajů z roku 2011 tvoří 96,7 % obyvatelstva Maďaři, 2,4 % Poláci, 1,6 % Němci a 0,8 % Slovinci.
Sousedními vesnicemi jsou Fehérvárcsurgó, Iszkaszentgyörgy, Isztimér a Kincsesbánya.